# Вільям Ловетт
Вільям Ловетт (англ. William Lovett, (8 травня 1800 — 8 серпня 1877) — британський громадський і політичний діяч, один з лідерів чартизму.
Став надзвичайно популярним після створення ряду робітничих організацій, зокрема Лондонської асоціації робітників (1836).
Його гасла були простими і всім зрозумілими, тому його вплив був досить великий.

## Молодість
Народився Вільям Ловетт 8 травня 1800 року в Пензансі, що поблизу Лондона, у простій родині.
Будучи ще молодим, Ловетт переїхав у Лондон шукати роботу. Він став столяром, був членом Товариства столярів, а потім і її президентом.
В 20-х роках брав участь в кооперативному русі, захопився ідеями Роберта Оуена.

## Політична діяльність
У 1831 році, під час агітації закону про реформу, він допоміг сформувати Національний союз робітничих класів з радикальними колегами Генрі Хетерінгтоном і Джеймсом Уотсоном.
 Після прийняття закону про реформу, він виступив за скасування податку на газети, відомої як війна без штемпеля.
У 1836 році, була утворена Лондонська асоціація робітників, що складалася з 100 представників. В рядах членів організації також був Фергюс О'Коннор.
Як і багато провідних чартистів, Ловетт був заарештований, однак після недовгого ув'язнення, його звільнили.
У лютому 1839 року відбулася перша чартистська конференція, що проходила у Лондоні.
4 лютого 1839 Ловетта одноголосно обрали своїм секретарем. Пізніше, конференція була переведена у Бірмінгем, де зібралося чимало представників руху, однак місцева влада заборонила збори. Конференція засудила дії поліції, було проведено масові демонстрації з антидержавними плакатами.

## Арешт
Ловетт, як секретар, взяв на себе всю відповідальність за подібні написи і уже на наступний день, він був заарештований разом з Джеймсом Уотсоном.
Ловетта згодом визнали винним у наклепі і суд засудив його до дванадцяти місяців позбавлення волі. Звільнений у липні 1840.
Перебуваючи у в'язниці, Ловетт пише статтю «Чартизм — нова організація народу», яка пропагує поширення освіти у широких колах населення.

## Звільнення і відхід від політики
Після звільнення, Ловетт пішов з політики, а в 1841 р. сформував Національну асоціацію, яка виступала за зміцнення політичної обізананості та поліпшення соціального становища народу. Він прагнув здійснити новий крок освітньої ініціативи на допомогу бідним робітникам.
В кінці 40-х майже відійшов від чартистського руху, беручи участь лише в деяких конференціях.
Останні роки життя Ловетт провів у «тіні», лише іноді з'являючись на люди. Проте особа Ловетта ще мала вплив на широкі маси.
Помер лідер чартизму 8 серпня 1877 року у Лондоні.